# Sporting Club de Paris
Maillots
Actualités
Le Sporting Club de Paris est un club sportif français de football et futsal, basé dans le 13e arrondissement de Paris. Il a pour emblème celui du Sporting Portugal dont il est une filiale officielle.
Le Sporting Paris est initialement un club de football. Il intègre les championnats futsal régionaux puis nationaux mis en place au milieu des années 2000. En 2004-2005, le SCP réalise son premier fait d'arme avec une demi-finale de Coupe de France. Ayant intégré le nouveau championnat de France, le Sporting est finaliste des deuxième et troisième éditions. Lors de cette saison 2009-2010, le Sporting remporte sa première Coupe nationale. L'année suivante, il effectue le doublé coupe-championnat et réalise cette performance trois saisons de suite, survolant le futsal en France de 2010 à 2013. Le Sporting devient alors le club le plus titré de l'Hexagone. En 2013-2014, l'équipe enchaîne un quatrième titre de champion consécutif. Lors de la saison 2014-2015, elle échoue en demi-finale de Division 1 mais conquiert sa cinquième Coupe de France. Pour l'exercice 2015-2016, le club est exclu de la phase finale de D1 après avoir remporté la finale. Le club ne parvient ensuite que difficilement à atteindre les play-offs.
Le Sporting Paris dispute ses matchs à domicile à Halle Georges-Carpentier, et y évolue en vert rayé blanc. Le club est présidé par José Lopes da Sousa et entraînée par Rodolphe Lopes depuis novembre 2018.

## Histoire

### Club de football (1983-2003)
L'association est fondée en 1983 en tant que club de football sous le nom « Association culturelle de Paris 13ème ». Dès 1984, l'entité est renommée « Sporting Club de Paris » et devient une filiale officielle du Sporting Portugal.
Pendant vingt ans, le Sporting comprend des équipes de football sur herbe et monte jusqu'en Excellence régionale.

### Débuts du futsal (2003-2009)
En 2003, la Ligue de Paris Île-de-France de football décide d’organiser un championnat régional de futsal. Le Sporting se lance dans l’aventure et la section futsal naît officiellement à cette occasion et le football prend de moins en moins de place.
En janvier 2005, le Sporting fait partie des deux clubs parisiens qualifiés pour la phase finale régionale de la Coupe de France réunissant les huit meilleures équipes d’Île-de-France. Le SC Paris est alors le seul club de 3e série (dernière division régionale), ayant manqué la montée en Série 2 d'un seul point. Au terme de cette saison 2004-2005, le SCP échoue en demi-finale de la Coupe nationale ainsi que finaliste de la Coupe du Val-de-Marne.
En 2006-2007, l'équipe est championnat de Série 2 d'Île-de-France. Sur la saison 2007-2008, le SCP remporte la Coupe départementale.
Pour l'exercice 2008-2009, le Sporting intègre le Challenge national pour sa seconde saison. Le club réalise une bonne saison sans garnir son palmarès. L'équipe se qualifie pour le Final four de la Coupe nationale mais termine quatrième, est éliminé en quart-de-finale de la Coupe de Paris-ÎdF et du Championnat de Série 1 régional et, enfin, perd en finale du Challenge national.

### Roi de France (2009-2015)
Le club intègre le premier championnat de France créé pour la saison 2009-2010, qu'il ponctue d'une nouvelle place de vice-champion de France. En parallèle, il connaît sa première victoire en Coupe de France, c'est le début de la suprématie du Sporting sur le futsal en France pendant plusieurs saisons.
Lors de la saison 2010-2011, le Sporting Paris réalise le doublé coupe-championnat, remportant le droit de disputer la coupe d'Europe et intégrant la liste des trois clubs à avoir remporté plusieurs Coupes de France. L'effectif comprend alors six joueurs brésiliens, anciens professionnels en Belgique. Le SC Paris dispose alors d'un budget de 300 000 €, dont 180 000 € pour le seul futsal, issu de subventions municipales et départementales ainsi que de fonds privés. « Si nous mettions cet argent dans le football, notre équipe fanion (Excellence régionale) pourrait gravir les divisions plus rapidement, pense l'entraîneur Rodolphe Lopes. Mais jouer en CFA 2 ou même en CFA ne m'intéresse pas. Grâce au futsal, on est champion de France et on va disputer la Ligue des champions ». Le SC Paris, où jouent plusieurs Brésiliens et le meilleur Français (Alexandre Teixeira), offre alors des salaires qui peuvent aller jusqu'à 1 500 €.
Pour l'exercice 2011-2012, le SC Paris débute par le tour préliminaire de la Coupe de l'UEFA (en) et termine second de son groupe, mais seul le premier est qualifié pour le tour principal. Sur le plan national, le Sporting domine autant que la saison précédente avec un second doublé coupe-championnat consécutif. Il devient le premier club à être sacré deux fois champion de France.
En 2012-2013, le SCP se sort du tour préliminaire de Coupe de l'UEFA (en) mais échoue à la troisième place de sa poule en phase principale alors que les deux premiers accèdent au tour élite. Le Sporting réalise la performance d'un troisième doublé coupe-championnat de France de suite. Devenant, le second club à remporter trois Coupes nationales. En Division 1, le club domine la poule A avec dix-sept points d'avance et une différence de buts de +100. L'effectif est pléthorique et cosmopolite avec trois Français, quatre Brésiliens, deux Portugais et trois Espagnols. Le SCP compte alors une seule défaite lors des 115 dernières rencontres de championnat. En finale, il l'emporte face au premier de la poule B, le FC Erdre (3-0). Lors de cette saison 2012-2013, le SC Paris compte cinq joueurs sélectionnés en équipe de France (Teixeira, Hamdoud, Haroun, Gasmi et Chaulet), tous salariés au sein du club, respectivement en qualité de directeur technique, responsable école de foot, responsable futsal, animateur sportif et secrétaire administratif. Avec une seule défaite sur ses 115 derniers matches disputés dans l'Hexagone, le Sporting écrase la concurrence.
Sur la saison 2013-2014, le SCP égale sa performance européenne de l'année précédente, en remportant son groupe préliminaire de Coupe UEFA mais ne sortant pas de celui principal. Le championnat de France ne se joue plus qu'en une seule poule, dont le premier est sacré champion national. Le Sporting est à la lutte avec le Cannes Bocca qu'il devance finalement d'un seul point. Le club francilien remporte son quatrième titre de champion de France consécutif. Il est éliminé en Coupe de France.

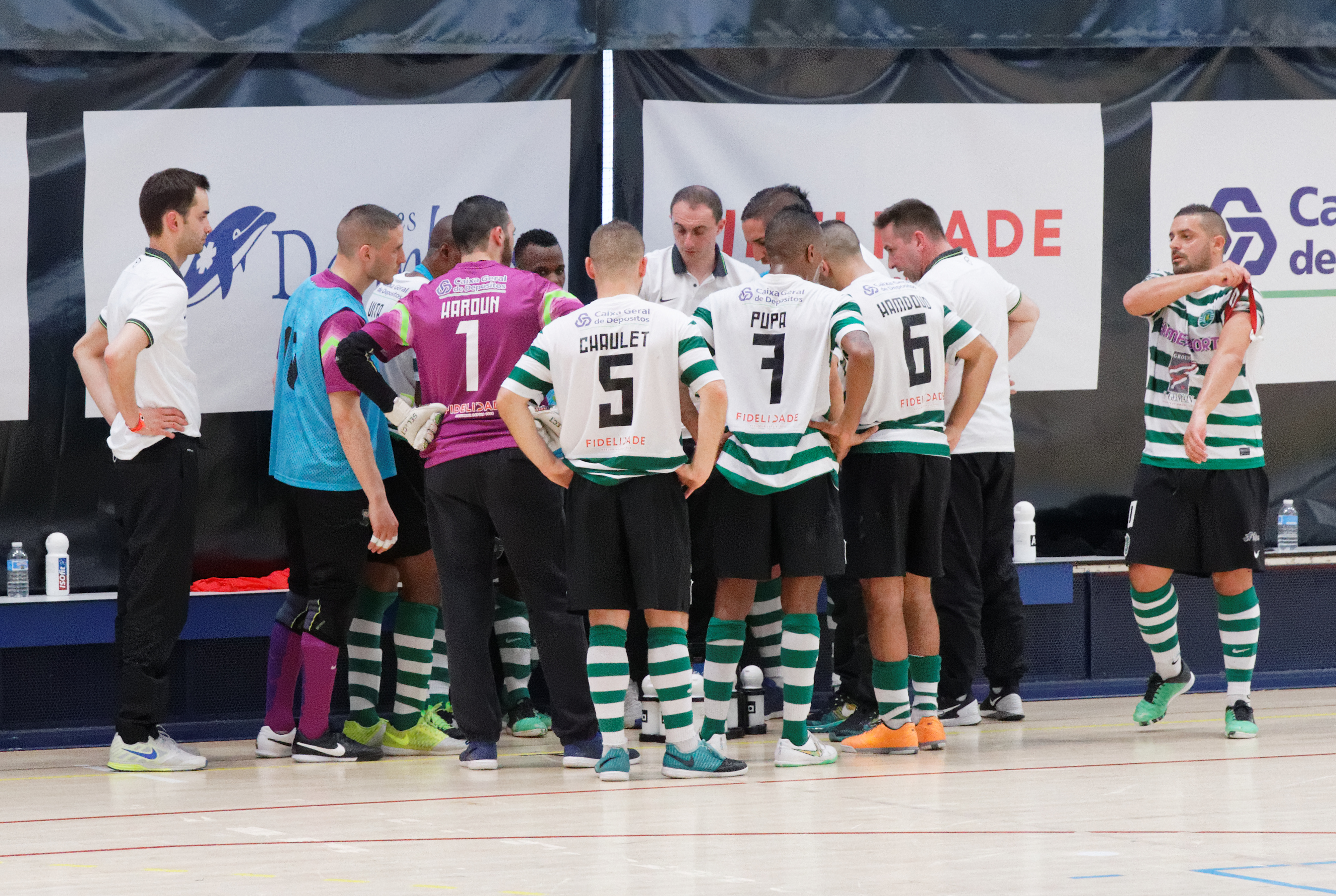
L'équipe du Sporting durant la demi-finale de D1 2015.

Sur l'exercice 2014-2015, le club échoue aux portes du Top 4 de la Coupe de l'UEFA (en). Le Sporting Paris intègre directement le tour principal où il remporte leur poule. Intégrant le Tour élite, une première historique pour un club français, les Parisiens battent les champions serbes du KMF Ekonomac (en) (4-1) mais s'incline face au Kairat Almaty, club hôte, vainqueur de l'épreuve en 2013 (11-7). En France, une phase finale entre les quatre premiers de Division 1 est mise en place après la phase régulière. Le Sporting survole le championnat avec une première place, neuf points d'avance et +103 en différence de buts. Mais les play-offs coûtent le titre au SCP, battu par le futur champion Kremlin-Bicêtre United (4-7) en demi-finale. Le Sporting renoue cependant avec le sacre en Coupe de France, remportant sa cinquième coupe en six saisons et devenant le club le plus titré dans la compétition. Lors de cette saison, le Sporting possède un des meilleurs effectifs de l'histoire du futsal français avec notamment : le gardien de l'équipe de France, Djamel Haroun ; son homologue italien considéré comme l'un des meilleurs du monde, Gabriel Miraglia (it) ; l'international portugais Ruben Brito dit Pupa ; l'expérimenté brésilien « Davi (en) », alors plus gros palmarès d'Europe en activité ; et l'international auriverde Café.

### Sanctions et redémarrage (depuis 2015)
Pour la saison 2015-2016, le Sporting Paris ne dispute pas de Coupe d'Europe pour la première fois depuis cinq saisons. Le SC Paris termine à la seconde place de Division 1 derrière le champion en titre, le KB United. En phase finale, le SCP prend le meilleur sur Garges Djibson ASC en demi-finale (7-3), puis sur le KBU en finale (7-5 ap). Mais ces deux adversaires déposent une réserve sur la qualification de trois joueurs brésiliens du Sporting. La Fédération française de football donne raison aux plaignants et matchs perdus par pénalité au club parisien.
Au début de la saison 2016-2017, le Sporting Club de Paris se voit sanctionner d'un retrait de quinze points en championnat par la Fédération française de football et d'une amende de 5 000 €. À l’intersaison, l’effectif est décimé avec le départ d'internationaux comme Adrien Gasmi et Kamel Hamdoud. Mais des cadres comme Djamel Haroun, Alexandre Teixeira et Jonathan Chaulet restent pour maintenir le club en D1. Le déficit de points est rapidement comblé en début de saison. Mais après un mois de novembre mitigé, le Sporting est encore lanterne rouge de D1 avec seulement quatre points début décembre. Le 2 avril 2017, la rencontre entre le Toulon TEF et le Sporting Paris est le premier match de championnat de France diffusé sur Canal+ Sport de l'histoire. Handicapé par sa sanction, le SCP termine à la sixième place de D1, à 25 points des play-offs.
En 2017-2018, l'espagnol Juanito Cupin arrive sur le banc du Sporting. Le SC Paris se hisse à la quatrième place de Division 1, dernière qualificative pour la phase finale. Lors de celle-ci, il s'incline en prolongation dès les demi-finales contre le futur champion, Kremlin-Bicêtre United (6-4 ap).
À l'été 2018, l'ex-sélectionneur de l'équipe de Hongrie, Sito Rivera (it), arrive sur le banc parisien mais est écarté dès novembre de la même année, à la suite de mauvais résultats, et Rodolphe Lopes revient en poste. Comptant davantage de défaites à domicile qu'à l'extérieur, le Sporting termine cinquième du Championnat, première équipe non-qualifiée pour la phase finale. L'équipe remporte en parallèle la Coupe de France face à Garges Djibson (7-1), éliminant notamment trois équipes de D1 durant son parcours.
L'exercice 2019-2020 est stoppé en cours de route à cause de la pandémie de Covid-19 en France. À l'arrêt du Championnat en mars 2020, le Sporting est troisième et qualifié pour les huitièmes-de-finale de la Coupe nationale, stoppée aussi.
En 2020-2021, alors que la phase finale est supprimée, le SC Paris intègre le milieu de tableau de D1 avec une nouvelle cinquième place, à six points du troisième mais aussi du neuvième. La Coupe de France est annulée à cause du Covid-19.
Lors de la saison 2021-2022, le Sporting se voit sanctionner pour aligner trop de joueurs mutés par match à la suite du recrutement du brésilo-azéri Vassoura. Fin avril, la Commission fédérale des règlements et contentieux (CFRC) donne trois rencontres de Division 1 à rejouer. Désigné vainqueur de ces matchs (deux par forfait, car non-joués), le Sporting remporte son cinquième titre de champion de France. En Coupe de France, le SCP est éliminé après prolongation en huitième de finale chez le Mouvaux LMF (4-2 ap).
En octobre 2022, le Sporting retrouve la Coupe d'Europe pour la première fois depuis 2014-2015. Entrant lors du tour principal, le club français est opposé aux Espagnols de l'AE Palma, Anderlecht, et le Kairat Almaty. Face à des adversaires supérieurs sur le papier, l'équipe de Rodolphe Lopes concède trois défaites et est éliminée. Dans le premier match, le SC Paris mène d'abord 3-0 face à Palma grâce à un triplé de l'attaquant azéro-brésilien Thiago Bolinha, puis est dépassé aux tableau d'affichage (3-4), égalise à 4-4 avant la mi-temps, avant de s'incliner finalement 11-5. Ils perdent ensuite 3-0 face aux hôtes belges, puis 3-2 contre le Kairat avec des buts des internationaux azéri Bolinha et Finéo.

## Structure du club

### Statut du club et des joueurs
Le Sporting Paris est affilié à la Fédération française de football, qui régit le futsal en France, sous le numéro 540531. Le club réfère à ses antennes délocalisées : la Ligue régionale de Paris Île-de-France et le District départemental du Val-de-Marne.
Les joueurs ont soit un statut bénévole, amateur ou de semi-professionnel sous contrat fédéral. Sur la saison 2012-2013, les joueurs sont payés entre 300 et 2 000 euros par mois.

### Identité et image
Dès 1984, un an après sa création, le club est renommé « Sporting Club de Paris » et devient une filiale officielle du Sporting Portugal,. Il en prend les couleurs verte et blanche et le logo de l'entité française se rapproche très fortement de celui de son homologue portugais.

Sporting Paris
Sporting Portugal

De même, les tenues à domicile sont ressemblantes au SC Portugal et inchangées chaque saison avec des maillots rayés vert et blanc. Les Parisiens sont en partenariat exclusif avec l'équipementier Nike. À l'extérieur, le club innove. Par exemple, pour la saison 2016-2017, le maillot bleu avec un dégradé noir sur le bout des manches et du short.

### Salle

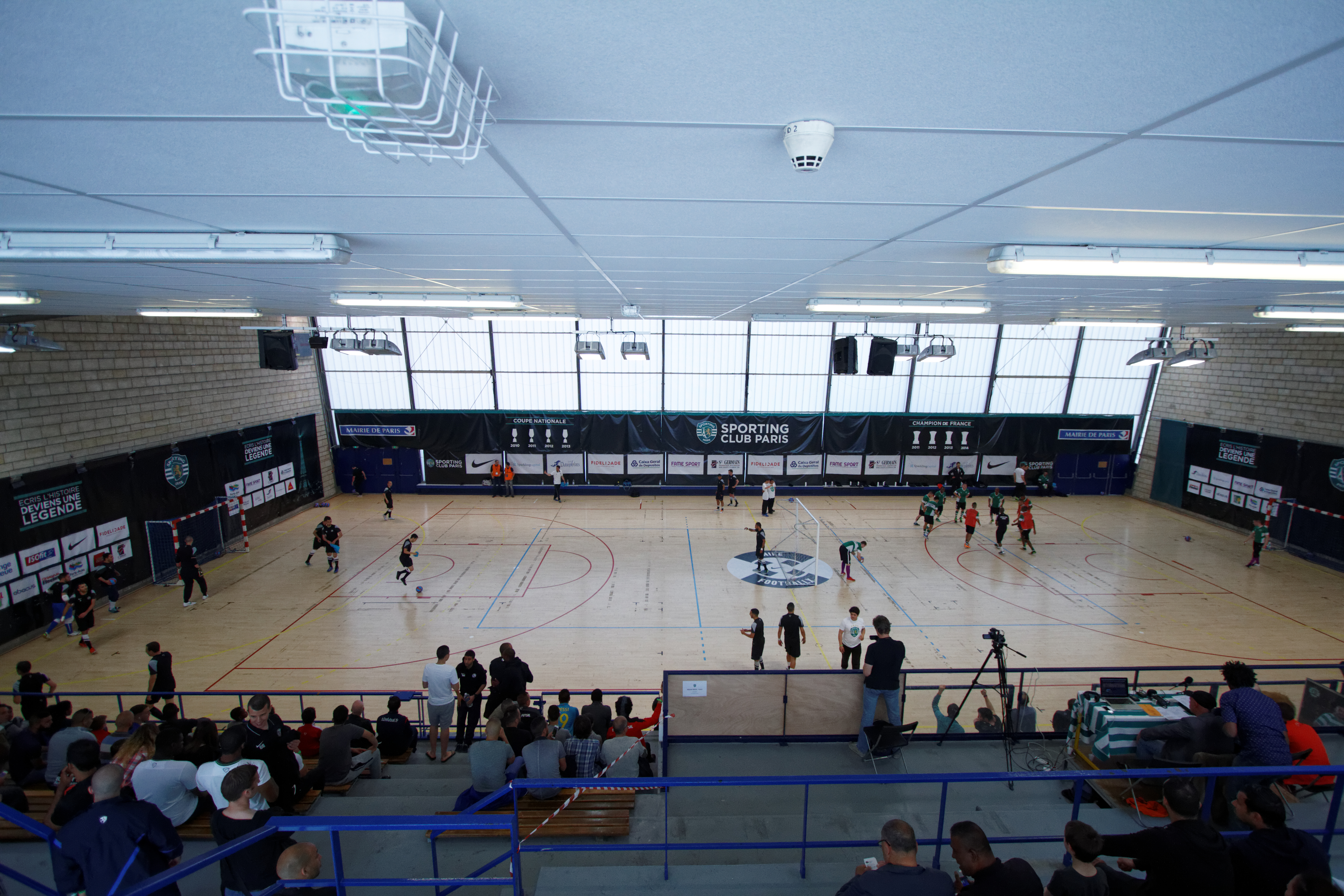
Match du Sporting à la Halle Carpentier.

Depuis 1984, date de sa création, le Sporting Club Paris évolue dans le second gymnase de la Halle Georges Carpentier. Il ne s’agit donc pas de la salle polyvalente mais de la salle annexe, plus discrète et permettant une plus grande proximité avec le public.
L'académie du Sporting Paris, ainsi que des clubs de handball et de basketball, pratiqués au niveau scolaire mais également au haut niveau, se disputent les créneaux d'utilisation.

### Aspect financier
Sur la saison 2012-2013, l'équipe remporte son troisième titre de champion consécutif, quand le budget total du club n'excède pas les 200 000 euros pour le futsal quand la totalité de celui-ci atteint le double. Les sponsors privés représentent alors 80% du budget.
De retour en Coupe d'Europe en octobre 2022, le Sporting possède alors un budget de 300 000 euros.

## Résultats sportifs

### Titres et trophées
| Compétition européenne                                                   | Compétitions nationales | Compétitions régionales |
| ------------------------------------------------------------------------ | --- | --- |
| - Ligue des champions - Meilleur résultat : tour élite en 2014-2015 (en) | - Championnat de France (5) - Champion : 2011, 2012, 2013, 2014 et 2022 - Vice-champion : 2009 et 2010 - Coupe de France (6) - Vainqueur : 2010, 2011, 2012, 2013, 2015 et 2019 - Finaliste : 2009 | Championnat d'Île-de-France (2) - Champion 2e série : 2007 - Champion 3e série : 2005 Coupe du Val-de-Marne (1) - Vainqueur : 2008 - Finaliste : 2005 |

### Bilan par saison
| Saison    | Championnat               | Championnat | Championnat | Championnat | Championnat | Championnat | Championnat | Championnat | Championnat | Championnat | Championnat      | Coupe de France | Coupe d'Europe         | Entraîneur             |
| Saison    | Division                  | Class.      | Pts         | M           | V           | N           | D           | Bp          | Bc          | Diff.       | Phase finale     | Coupe de France | Coupe d'Europe         | Entraîneur             |
| --------- | ------------------------- | ----------- | ----------- | ----------- | ----------- | ----------- | ----------- | ----------- | ----------- | ----------- | ---------------- | --------------- | ---------------------- | ---------------------- |
| 2002-2003 |                           |             |             |             |             |             |             |             |             |             |                  |                 | France non-représentée |                        |
| 2003-2004 |                           |             |             |             |             |             |             |             |             |             |                  |                 | France non-représentée |                        |
| 2004-2005 | Île-de-France - série 3   | 2e          |             |             |             |             |             |             |             |             |                  | Demi-finale     | France non-représentée | Rodolphe Lopes         |
| 2005-2006 | Île-de-France - série 2   |             |             |             |             |             |             |             |             |             |                  |                 | -                      | Rodolphe Lopes         |
| 2006-2007 | Île-de-France - série 2   |             |             |             |             |             |             |             |             |             |                  |                 | -                      | Rodolphe Lopes         |
| 2007-2008 | Île-de-France - série 1   |             |             |             |             |             |             |             |             |             |                  |                 | -                      | Rodolphe Lopes         |
| 2008-2009 | Challenge national grp. F | 1er/9       | 24 pts      | 6           | 6           | 0           | 0           | 46          | 18          | +28         | Finaliste        | 4e              | -                      | Rodolphe Lopes         |
| 2009-2010 | Championnat France grp. A | 1er/12      | 79 pts      | 22          | 19          | 0           | 3           | 210         | 70          | +140        | Finaliste        | Vainqueur       | -                      | Rodolphe Lopes         |
| 2010-2011 | Championnat France grp. A | 1er/11      | 78 pts      | 20          | 19          | 1           | 0           | 194         | 81          | +113        | Champion         | Vainqueur       | -                      | Rodolphe Lopes         |
| 2011-2012 | Championnat France grp. A | 1er/12      | 86 pts      | 22          | 21          | 1           | 0           | 187         | 51          | +136        | Champion         | Vainqueur       | Tour préliminaire (en) | Rodolphe Lopes         |
| 2012-2013 | Championnat France grp. A | 1er/12      | 77 pts      | 20          | 19          | 0           | 1           | 157         | 57          | +100        | Champion         | Vainqueur       | Tour principal (en)    | Rodolphe Lopes         |
| 2013-2014 | Division 1                | 1er/13      | 85 pts      | 24          | 19          | 4           | 1           | 186         | 80          | +106        | non jouée        | 8e de finale    | Tour principal         | Rodolphe Lopes         |
| 2014-2015 | Division 1                | 1er/12      | 77 pts      | 20          | 19          | 0           | 1           | 158         | 53          | +105        | Demi-finaliste   | Vainqueur       | Tour élite (en)        | Rodolphe Lopes         |
| 2015-2016 | Division 1                | 2e/12       | 75 pts      | 22          | 17          | 2           | 3           | 150         | 84          | +66         | Sanctionné       | Quart de finale | -                      | Rodolphe Lopes         |
| 2016-2017 | Division 1                | 6e/11       | 17-15 pts   | 20          | 10          | 2           | 8           | 84          | 81          | +3          | -                | 16e de finale   | -                      | Rodolphe Lopes         |
| 2017-2018 | Division 1                | 4e/13       | 43 pts      | 24          | 13          | 4           | 7           | 97          | 69          | +28         | Demi-finaliste   | Quart de finale | -                      | Juanito Cupin          |
| 2018-2019 | Division 1                | 5e/12       | 39 pts      | 22          | 12          | 3           | 7           | 96          | 82          | +14         | -                | Vainqueur       | -                      | Rivera (it) puis Lopes |
| 2019-2020 | Division 1                | 3e/12       | 28 pts      | 15          | 9           | 1           | 5           | 61          | 52          | +9          | non jouée        | annulé          | -                      | Rodolphe Lopes         |
| 2020-2021 | Division 1                | 5e/12       | 33 pts      | 22          | 10          | 3           | 9           | 67          | 65          | +2          | pas de play-offs | non jouée       | -                      | Rodolphe Lopes         |
| 2021-2022 | Division 1                | 1er/10      | 42 pts      | 18          | 13          | 3           | 2           | 89          | 34          | +55         | pas de play-offs | 8e de finale    | -                      | Rodolphe Lopes         |
| 2022-2023 | Division 1                | /11         | pts         |             |             |             |             |             |             |             |                  | ...             | Tour principal         | Rodolphe Lopes         |

## Personnalités

### Entraîneurs
| Période     | Nom              |
| ----------- | ---------------- |
| 2003 à 2017 | Rodolphe Lopes   |
| 2017-2018   | Juanito Cupim    |
| 2018        | Sito Rivera (it) |
| depuis 2018 | Rodolphe Lopes   |

En 2004-2005, alors en Série 3 (dernier échelon régional), Rodolphe Lopes est l'entraîneur. Fils du président, Lopes devient l'entraîneur emblématique du club, avec qui il remporte l'intégralité de ses trophées. Lors de la saison 2012-2013, il tient un rôle de « manager à l'anglaise » et est accompagné d'un adjoint, le préparateur physique Hugo Sintra, arrivé du Casa Benfica (Portugal), d'un ostéopathe, d'un kinésithérapeute, d'un podologue et d'un médecin du sport.
Durant l'intersaison 2017, le Sporting annonce le recrutement de l'Espagnol Juan Antonio Miguel Garcia. Surnommé « Juanito Cupim », il permet au club de se qualifier pour les play-offs de D1 grâce à la quatrième place obtenue, mais échoue en demi-finale.
À l'été 2018, l'ex-sélectionneur de l'équipe de Hongrie, Sito Rivera (it), arrive sur le banc parisien. En novembre de la même année, à la suite de mauvais résultats, la direction du Sporting met fin d’un commun accord à la collaboration avec l'entraîneur espagnol.
Dans l’attente de l’arrivée d’un nouvel entraîneur, Rodolphe Lopes qui assure l’intérim. Il termine finalement la saison et l’équipe remporte une sixième Coupe nationale.

### Joueurs notables

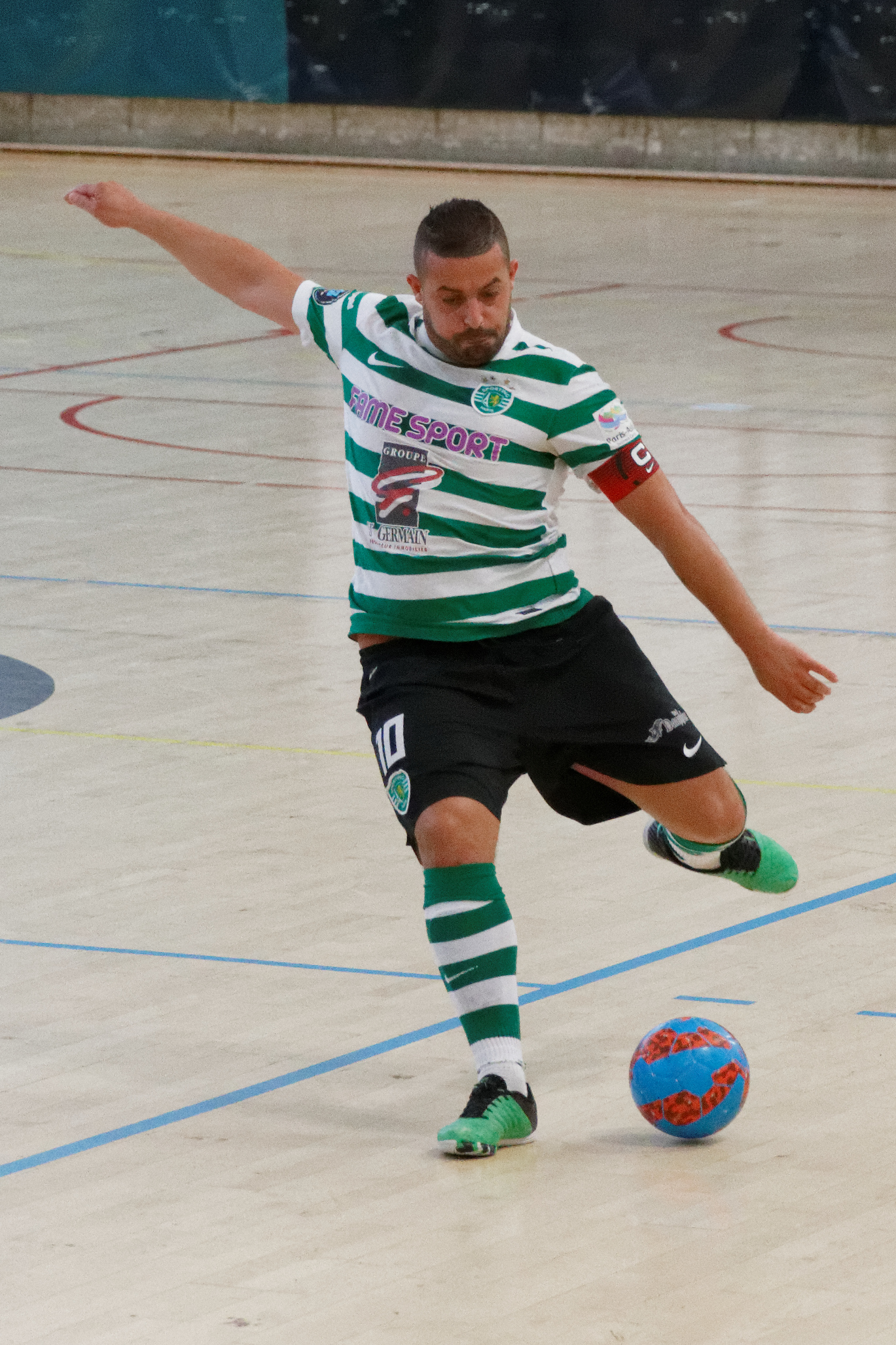
Alexandre Teixeira cumule plus de douze saisons au Sporting.

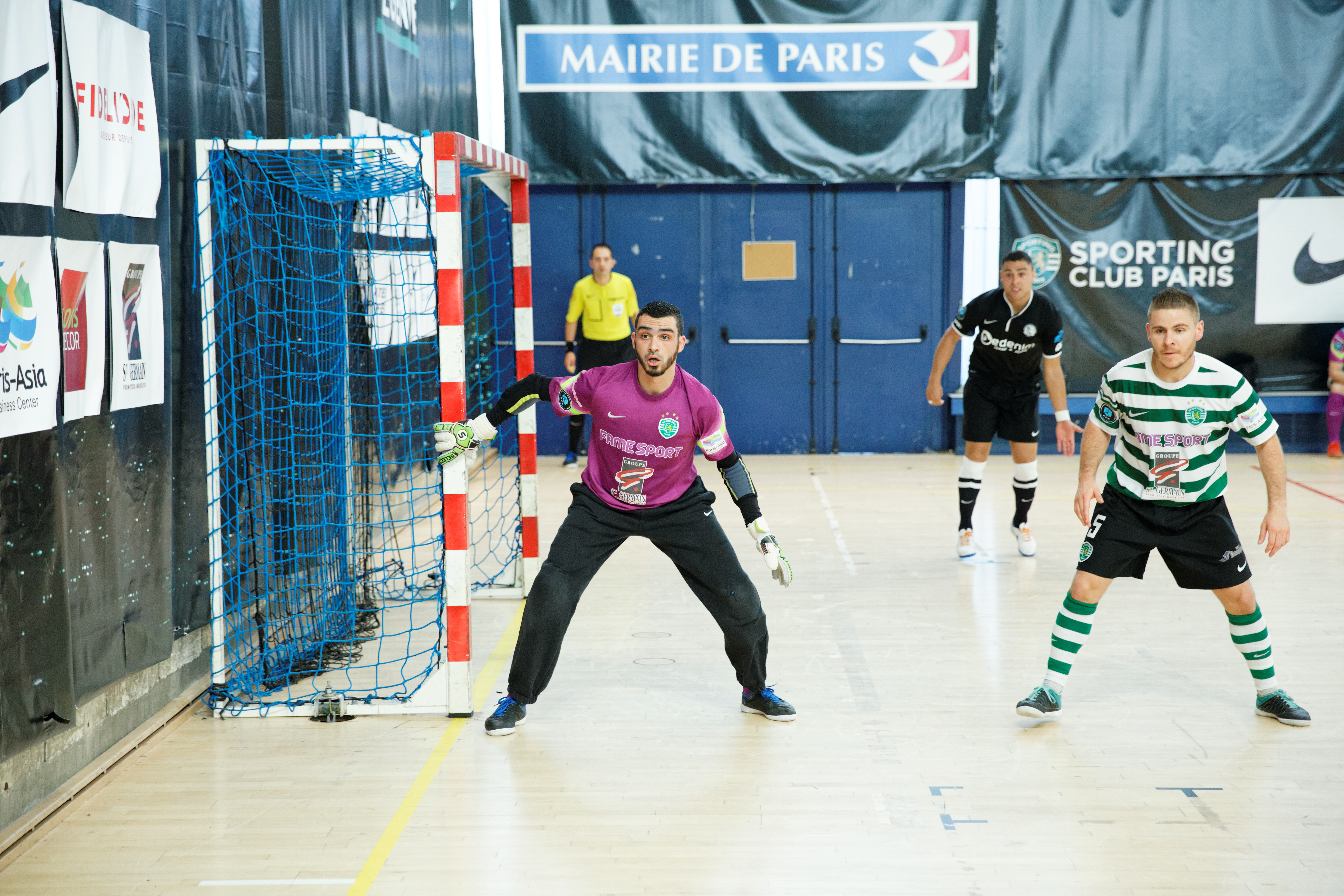
Djamel Haroun et Jonathan Chaulet cumule plus de quinze saisons à eux deux.

Alexandre Teixeira arrive en 2007 alors qu'il tente de vivre de son métier de footballeur. À la fin de la première saison, et déjà ses premières sélections en équipe de France, Texeira ne garde que le futsal. Il participe à tous les titres du club : la première Coupe de France, les trois doublés consécutifs, le championnat 2013-2014 et la Coupe nationale 2014-2015. À l'été 2018, il quitte le club pour le Torcy Futsal, avant d'y revenir à la mi-saison.
Déjà international français, Jonathan Chaulet arrive aussi en 2009 et participe aux même triomphes du début des années 2010, marquant en finale de la Coupe 2009-2010. Il part avec Teixeira au Torcy Futsal puis revient la saison suivante.
En 2009, le club enregistre l'arrivée du Brésilien Betinho, soulier d'or européen en 2005. Le brésilien est trois fois meilleurs buteurs du championnat de France avec le Sporting Paris (2010, 2011 et 2013). Il participe aux premiers titres nationaux du club avec notamment un doublé en demi-finale 2010 contre Cannes Bocca (7-3), un triplé décisif en tant que capitaine en finale 2012 face à Paris Métropole (5-4) et clôt la marque en 2013 contre Erdre (3-0). Il est le meilleur buteur du championnat de France avec 288 buts inscrits.
En 2011, le gardien de l'équipe de France Djamel Haroun rejoint le Sporting, qui vient alors de réaliser son premier doublé coupe-championnat. Le club et son portier réalisent deux nouveaux doublés consécutifs, remportent encore le championnat en 2014 et la Coupe de France en 2015. En 2017, Haroun retourne jouer à Roubaix, sa ville natale. Mais, après être revenu en région parisienne en 2019-2020 à Garges Djibson, Djamel revient au Sporting.
En 2013, l'international portugais Pupa arrive au SCP. Dès sa première saison, il participe à remporter la première édition de Division 1 à poule unique. En 2014-2015, il termine meilleur buteur du championnat et marque en finale de la Coupe de France remportée. Après une saison 2015-2016 sans trophée, il quitte le club.
À l'été 2014, à la suite de son troisième titre de champion, le Sporting Paris se renforce pour la Coupe d'Europe. Malgré le départ du meilleur buteur de l'équipe, Diogo Guimarães, le club voit les arrivées de l'international brésilien Café, vainqueur de la Coupe de l'UEFA en 2013, du gardien de but italo-brésilien Gabriel Miraglia, considéré parmi les quatre meilleurs d'Europe, champion d'Italie et troisième en Coupe de l'UEFA. Trois joueurs arrivent aussi du Kremlin-Bicêtre : les internationaux français Adrien Gasmi et Kamel Hamdoud, qui fait son retour au club après la saison 2011-12, ainsi que le buteur Chimel Vita.
À l'intersaison 2020, après plusieurs départs et annonces de joueurs non-conservés, le Sporting profite de la relégation du Kremlin-Bicêtre futsal pour récupérer trois de ses internationaux français Azdine Aigoun et Boulaye Ba. Il s'agit du second exode de ce type après 2014. Le gardien Djamel Haroun, recordman de sélection en équipe de France, fait aussi son retour au SCP. Youba Soumaré, aussi du KB, arrive dans un second temps.

### Effectif 2024-2025
Les postes mentionnés se réfèrent à ceux du football. Comprendre que « A - attaquant » désigne les « pivots » et « M - milieu de terrain » les « ailiers ».

## Autres équipes
Le Sporting Paris dispose également d'une section football qui évolue en division Excellence du district du Val-de-Marne en 2018-2019.
Pour la saison 2020-2021, le club relance son équipe féminine en vue de la création du championnat de France pour la saison 2021-2022 et de l'équipe de France féminine.